# Danh sách Tỉnh trưởng Chính phủ Nhân dân Trung Quốc nhiệm kỳ 2017–2022
Dưới đây là danh sách Tỉnh trưởng Chính phủ Nhân dân của Trung Quốc trong nhiệm kì 2017 - 2022.

## Danh sách Tỉnh trưởng Chính phủ Nhân dân 2017 - 2022
Ủy viên dự khuyết Ủy ban Trung ương Đảng Cộng sản Trung Quốc khóa XIX       Ủy viên Ủy ban Trung ương Đảng Cộng sản Trung Quốc khóa XIX
| STT                                                                                | Đơn vị                                             | Chức vụ                                            | Họ tên                                             | Sinh                                               | Tộc/Giới                                           | Quê quán                                           | Học hàm/Học vị                                       | Nhiệm kỳ                                           | liên kết=                                          |
| Phó Bí thư Tỉnh ủy, Tỉnh trưởng Chính phủ Nhân dân                                 | Phó Bí thư Tỉnh ủy, Tỉnh trưởng Chính phủ Nhân dân | Phó Bí thư Tỉnh ủy, Tỉnh trưởng Chính phủ Nhân dân | Phó Bí thư Tỉnh ủy, Tỉnh trưởng Chính phủ Nhân dân | Phó Bí thư Tỉnh ủy, Tỉnh trưởng Chính phủ Nhân dân | Phó Bí thư Tỉnh ủy, Tỉnh trưởng Chính phủ Nhân dân | Phó Bí thư Tỉnh ủy, Tỉnh trưởng Chính phủ Nhân dân | Phó Bí thư Tỉnh ủy, Tỉnh trưởng Chính phủ Nhân dân   | Phó Bí thư Tỉnh ủy, Tỉnh trưởng Chính phủ Nhân dân | Phó Bí thư Tỉnh ủy, Tỉnh trưởng Chính phủ Nhân dân |
| ---------------------------------------------------------------------------------- | -------------------------------------------------- | -------------------------------------------------- | -------------------------------------------------- | -------------------------------------------------- | -------------------------------------------------- | -------------------------------------------------- | ---------------------------------------------------- | -------------------------------------------------- | -------------------------------------------------- |
| 1                                                                                  | An Huy                                             | Tỉnh trưởng An Huy                                 | Lý Quốc Anh                                        | 12/1963                                            | Hán/Nam                                            | Hà Nam                                             | TS. Môi trường                                       | 01/2017 - 02/2021                                  |                                                    |
| 1                                                                                  | An Huy                                             | Tỉnh trưởng An Huy                                 | Vương Thanh Hiến                                   | 7/1963                                             | Hán/Nam                                            | Hà Bắc                                             | TS. Kinh tế                                          | 02/2021 -                                          |                                                    |
| 2                                                                                  | Cam Túc                                            | Tỉnh trưởng Cam Túc                                | Đường Nhân Kiện                                    | 08/1962                                            | Hán/Nam                                            | Trùng Khánh                                        | TS. Kinh tế                                          | 05/2017 - 12/2020                                  |                                                    |
| 2                                                                                  | Cam Túc                                            | Tỉnh trưởng Cam Túc                                | Nhậm Chấn Hạc                                      | 03/1964                                            | Hán/Nam                                            | Hồ Bắc                                             | TS. Kinh tế                                          | 12/2020 -                                          |                                                    |
| 3                                                                                  | Cát Lâm                                            | Tỉnh trưởng Cát Lâm                                | Cảnh Tuấn Hải                                      | 12/1960                                            | Hán/Nam                                            | Thiểm Tây                                          | PGS. TS. Kỹ thuật                                    | 01/2018 - 11/2020                                  |                                                    |
| 3                                                                                  | Cát Lâm                                            | Tỉnh trưởng Cát Lâm                                | Hàn Tuấn                                           | 11/1963                                            | Hán/Nam                                            | Sơn Đông                                           | TS. Nông nghiệp                                      | 11/2020 -                                          |                                                    |
| 4                                                                                  | Chiết Giang                                        | Tỉnh trưởng Chiết Giang                            | Viên Gia Quân                                      | 09/1962                                            | Hán/Nam                                            | Cát Lâm                                            | TS. Hàng không                                       | 04/2017 - 09/2020                                  |                                                    |
| 4                                                                                  | Chiết Giang                                        | Tỉnh trưởng Chiết Giang                            | Trịnh Sách Khiết                                   | 11/1961                                            | Hán/Nam                                            | Phúc Kiến                                          | ThS. Quản trị kinh doanh                             | 09/2020 - 09/2021                                  |                                                    |
| 4                                                                                  | Chiết Giang                                        | Tỉnh trưởng Chiết Giang                            | Vương Hạo                                          | 10/1963                                            | Hán/Nam                                            | Sơn Đông                                           | CN. Quản trị kinh doanh                              | 09/2021 -                                          |                                                    |
| 5                                                                                  | Giang Tô                                           | Tỉnh trưởng Giang Tô                               | Ngô Chính Long                                     | 11/1964                                            | Hán/Nam                                            | Giang Tô                                           | KS. ThS. Hành chính                                  | 05/2017 - 10/2021                                  |                                                    |
| 5                                                                                  | Giang Tô                                           | Tỉnh trưởng Giang Tô                               | Hứa Côn Lâm                                        | 05/1965                                            | Hán/Nam                                            | Phúc Kiến                                          | CN. Thống kê                                         | 10/2021 -                                          |                                                    |
| 6                                                                                  | Giang Tây                                          | Tỉnh trưởng Giang Tây                              | Lưu Kỳ                                             | 09/1957                                            | Hán/Nam                                            | Sơn Đông                                           | TS. Kinh tế                                          | 2016 - 2018                                        |                                                    |
| 6                                                                                  | Giang Tây                                          | Tỉnh trưởng Giang Tây                              | Dịch Luyện Hồng                                    | 09/1959                                            | Hán/Nam                                            | Hồ Nam                                             | ThS. Kinh tế                                         | 08/2018 - 10/2021                                  |                                                    |
| 6                                                                                  | Giang Tây                                          | Tỉnh trưởng Giang Tây                              | Diệp Kiến Xuân                                     | 07/1965                                            | Hán/Nam                                            | Phúc Kiến                                          | GS. TS. Thủy văn                                     | 10/2021 -                                          |                                                    |
| 7                                                                                  | Hà Bắc                                             | Tỉnh trưởng Hà Bắc                                 | Hứa Cần                                            | 10/1961                                            | Hán/Nam                                            | Giang Tô                                           | TS. Quản trị                                         | 04/2017 - 10/2021                                  |                                                    |
| 7                                                                                  | Hà Bắc                                             | Tỉnh trưởng Hà Bắc                                 | Vương Chính Phổ                                    | 08/1963                                            | Hán/Nam                                            | Sơn Đông                                           | CN. Quản lý kinh tế nông nghiệp                      | 10/2021 -                                          |                                                    |
| 8                                                                                  | Hà Nam                                             | Tỉnh trưởng Hà Nam                                 | Trần Nhuận Nhi                                     | 10/1957                                            | Hán/Nam                                            | Hồ Nam                                             | ThS. Kinh tế                                         | 04/2016 - 10/2019                                  |                                                    |
| 8                                                                                  | Hà Nam                                             | Tỉnh trưởng Hà Nam                                 | Doãn Hoằng                                         | 06/1963                                            | Hán/Nam                                            | Chiết Giang                                        | ThS. Luật học                                        | 10/2019 - 04/2021                                  |                                                    |
| 8                                                                                  | Hà Nam                                             | Tỉnh trưởng Hà Nam                                 | Vương Khải                                         | 07/1962                                            | Hán/Nam                                            | [[Hà Nam]]                                         | TS. Kinh tế                                          | 04/2021 -                                          |                                                    |
| 9                                                                                  | Hải Nam                                            | Tỉnh trưởng Hải Nam                                | Thẩm Hiểu Minh                                     | 05/1963                                            | Hán/Nam                                            | Chiết Giang                                        | GS. TS. Y học                                        | 04/2017 - 12/2020                                  |                                                    |
| 9                                                                                  | Hải Nam                                            | Tỉnh trưởng Hải Nam                                | Phùng Phi                                          | 12/1962                                            | Hán/Nam                                            | Giang Tây                                          | TS. Điện tử và Tự động hóa                           | 12/2020 -                                          |                                                    |
| 10                                                                                 | Hắc Long Giang                                     | Tỉnh trưởng Hải Nam                                | Vương Văn Đào                                      | 05/1964                                            | Hán/Nam                                            | Giang Tô                                           | PGS. TS. Quản trị                                    | 03/2018 - 02/2021                                  |                                                    |
| 10                                                                                 | Hắc Long Giang                                     | Tỉnh trưởng Hải Nam                                | Hồ Xương Thăng                                     | 12/1963                                            | Hán/Nam                                            | Giang Tây                                          | TS. Lịch sử                                          | 02/2021 -                                          |                                                    |
| 11                                                                                 | Hồ Bắc                                             | Tỉnh trưởng Hồ Bắc                                 | Vương Hiểu Đông                                    | 01/1960                                            | Hán/Nam                                            | Giang Tây                                          | ThS. Triết học                                       | 01/2017 - 05/2021                                  |                                                    |
| 11                                                                                 | Hồ Bắc                                             | Tỉnh trưởng Hồ Bắc                                 | Vương Trung Lâm                                    | 08/1962                                            | Hán/Nam                                            | Sơn Đông                                           | TS. Quản trị học                                     | 05/2021 -                                          |                                                    |
| 12                                                                                 | Hồ Nam                                             | Tỉnh trưởng Hồ Nam                                 | Hứa Đạt Triết                                      | 09/1956                                            | Hán/Nam                                            | Giang Tây                                          | ThS. Kỹ thuật                                        | 09/2016 - 11/2020                                  |                                                    |
| 12                                                                                 | Hồ Nam                                             | Tỉnh trưởng Hồ Nam                                 | Mao Vĩ Minh                                        | 05/1961                                            | Hán/Nam                                            | Chiết Giang                                        | KS. Hóa học                                          | 11/2020 -                                          |                                                    |
| 13                                                                                 | Liêu Ninh                                          | Tỉnh trưởng Liêu Ninh                              | Đường Nhất Quân                                    | 03/1961                                            | Hán/Nam                                            | Hồ Nam                                             | ThS.Triết học                                        | 10/2017 - 07/2020                                  |                                                    |
| 13                                                                                 | Liêu Ninh                                          | Tỉnh trưởng Liêu Ninh                              | Lưu Ninh                                           | 01/1962                                            | Hán/Nam                                            | Cát Lâm                                            | GS. TS. Thủy văn                                     | 07/2020 - 10/2021                                  |                                                    |
| 13                                                                                 | Liêu Ninh                                          | Tỉnh trưởng Liêu Ninh                              | Lý Nhạc Thành                                      | 03/1965                                            | Hán/Nam                                            | Hồ Bắc                                             | CN. Cơ khí Chế tạo thiết bị quy trình và Tự động hóa | 10/2021 -                                          |                                                    |
| 14                                                                                 | Phúc Kiến                                          | Tỉnh trưởng Phúc Kiến                              | Đường Đăng Kiệt                                    | 06/1964                                            | Hán/Nam                                            | Giang Tô                                           | ThS. Quản trị                                        | 01/2018 - 07/2020                                  |                                                    |
| 14                                                                                 | Phúc Kiến                                          | Tỉnh trưởng Phúc Kiến                              | Vương Ninh                                         | 04/1961                                            | Hán/Nam                                            | Liêu Ninh                                          | CN. Kỹ thuật công nghiệp                             | 07/2020 - 10/2021                                  |                                                    |
| 14                                                                                 | Phúc Kiến                                          | Tỉnh trưởng Phúc Kiến                              | Triệu Long                                         | 09/1967                                            | Hán/Nam                                            | Liêu Ninh                                          | ThS. Hành chính công                                 | 10/2021 -                                          |                                                    |
| 15                                                                                 | Quảng Đông                                         | Tỉnh trưởng Quảng Đông                             | Mã Hưng Thụy                                       | 10/1959                                            | Hán/Nam                                            | Hắc Long Giang                                     | NKH. TS. Hàng không                                  | 12/2016 - 12/2021                                  |                                                    |
| 15                                                                                 | Quảng Đông                                         | Tỉnh trưởng Quảng Đông                             | Vương Vĩ Trung                                     | 03/1962                                            | Hán/Nam                                            | Sơn Tây                                            | NNC. TS. Tài nguyên thiên nhiên                      | 12/2021 -                                          |                                                    |
| 16                                                                                 | Quý Châu                                           | Tỉnh trưởng Quý Châu                               | Kham Di Cầm                                        | 12/1959                                            | Bạch/Nữ                                            | Quý Châu                                           | ThS. Lịch sử                                         | 09/2017 - 11/2020                                  |                                                    |
| 16                                                                                 | Quý Châu                                           | Tỉnh trưởng Quý Châu                               | Lý Bỉnh Quân                                       | 02/1963                                            | Hán/Nam                                            | Sơn Đông                                           | CN. Khoa học hữu cơ                                  | 11/2020 -                                          |                                                    |
| 17                                                                                 | Sơn Đông                                           | Tỉnh trưởng Sơn Đông                               | Cung Chính                                         | 03/1960                                            | Hán/Nam                                            | Giang Tô                                           | TS. Kinh tế                                          | 04/2017 - 04/2020                                  |                                                    |
| 17                                                                                 | Sơn Đông                                           | Tỉnh trưởng Sơn Đông                               | Lý Cán Kiệt                                        | 11/1964                                            | Hán/Nam                                            | Hồ Nam                                             | ThS. Kỹ thuật                                        | 04/2020 - 05/2021                                  |                                                    |
| 17                                                                                 | Sơn Đông                                           | Tỉnh trưởng Sơn Đông                               | Chu Nãi Tường                                      | 12/1961                                            | Hán/Nam                                            | Giang Tô                                           | ThS. Kinh tế và Quản lý                              | 05/2021 -                                          |                                                    |
| 18                                                                                 | Sơn Tây                                            | Tỉnh trưởng Sơn Tây                                | Lâu Dương Sinh                                     | 10/1959                                            | Hán/Nam                                            | Chiết Giang                                        | ThS. Quản trị                                        | 08/2016 - 12/2019                                  |                                                    |
| 18                                                                                 | Sơn Tây                                            | Tỉnh trưởng Sơn Tây                                | Lâm Vũ                                             | 02/1962                                            | Hán/Nam                                            | Phúc Kiến                                          | TS. Kỹ thuật                                         | 12/2019 - 06/2021                                  |                                                    |
| 18                                                                                 | Sơn Tây                                            | Tỉnh trưởng Sơn Tây                                | Lam Phật An                                        | 06/1962                                            | Hán/Nam                                            | Quảng Đông                                         | ThS. Hành chính                                      | 06/2021 -                                          |                                                    |
| 19                                                                                 | Thanh Hải                                          | Tỉnh trưởng Thanh Hải                              | Vương Kiến Quân                                    | 06/1958                                            | Hán/Nam                                            | Hồ Bắc                                             | Thạc sĩ Kinh tế                                      | 01/2017 - 08/2018                                  |                                                    |
| 19                                                                                 | Thanh Hải                                          | Tỉnh trưởng Thanh Hải                              | Lưu Ninh                                           | 01/1962                                            | Hán/Nam                                            | Cát Lâm                                            | TS. Thủy văn học                                     | 08/2018 - 07/2020                                  |                                                    |
| 19                                                                                 | Thanh Hải                                          | Tỉnh trưởng Thanh Hải                              | Tín Trường Tinh                                    | 12/1963                                            | Hán/Nam                                            | Sơn Đông                                           | ThS. Kinh tế chính trị                               | 08/2020 - 03/2022                                  |                                                    |
| 19                                                                                 | Thanh Hải                                          | Tỉnh trưởng Thanh Hải                              | Ngô Hiểu Quân                                      | 01/1966                                            | Hán/Nam                                            | Giang Tây                                          | TS. Kinh tế học                                      | 03/2022 -                                          |                                                    |
| 20                                                                                 | Thiểm Tây                                          | Tỉnh trưởng Thiểm Tây                              | Lưu Quốc Trung                                     | 07/1962                                            | Hán/Nam                                            | Hắc Long Giang                                     | KS. ThS. Khoa học                                    | 01/2018 - 08/2020                                  |                                                    |
| 20                                                                                 | Thiểm Tây                                          | Tỉnh trưởng Thiểm Tây                              | Triệu Nhất Đức                                     | 02/1965                                            | Hán/Nam                                            | Chiết Giang                                        | ThS. Triết học                                       | 07/2020 -                                          |                                                    |
| 21                                                                                 | Tứ Xuyên                                           | Tỉnh trưởng Tứ Xuyên                               | Doãn Lực                                           | 08/1962                                            | Hán/Nam                                            | Sơn Đông                                           | TS. Y học                                            | 01/2016 - 12/2020                                  |                                                    |
| 21                                                                                 | Tứ Xuyên                                           | Tỉnh trưởng Tứ Xuyên                               | Hoàng Cường                                        | 04/1963                                            | Hán/Nam                                            | Chiết Giang                                        | TS. Kỹ thuật                                         | 12/2020 -                                          |                                                    |
| 22                                                                                 | Vân Nam                                            | Tỉnh trưởng Vân Nam                                | Nguyễn Thành Phát                                  | 10/1957                                            | Hán/Nam                                            | Hồ Bắc                                             | TS. Luật học                                         | 12/2016 - 11/2020                                  |                                                    |
| 22                                                                                 | Vân Nam                                            | Tỉnh trưởng Vân Nam                                | Vương Dữ Ba                                        | 01/1963                                            | Hán/Nam                                            | Hà Nam                                             | ThS. Kinh tế và Quản lý                              | 11/2020 -                                          |                                                    |
| Phó Bí thư Thành ủy, Thị trưởng Chính phủ Nhân dân thành phố trực thuộc trung ương |                                                    |                                                    |                                                    |                                                    |                                                    |                                                    |                                                      |                                                    |                                                    |
| 1                                                                                  | Bắc Kinh                                           | Thị trưởng Bắc Kinh                                | Trần Cát Ninh                                      | 02/1964                                            | Hán/Nam                                            | Liêu Ninh                                          | TS. Kỹ thuật                                         | 05/2017 -                                          |                                                    |
| 2                                                                                  | Thiên Tân                                          | Thị trưởng Thiên Tân                               | Trương Quốc Thanh                                  | 08/1964                                            | Hán/Nam                                            | Hà Nam                                             | TS. Kinh tế                                          | 01/2018 - 09/2020                                  |                                                    |
| 2                                                                                  | Thiên Tân                                          | Thị trưởng Thiên Tân                               | Liêu Quốc Huân                                     | 02/1963 - 04/2022                                  | Thổ Gia/Nam                                        | Thiên Tân                                          | ThS. Kinh tế chính trị                               | 09/2020 - 04/2022                                  |                                                    |
| 2                                                                                  | Thiên Tân                                          | Thị trưởng Thiên Tân                               | Trương Công                                        | 08/1961                                            | Hán/Nam                                            | Bắc Kinh                                           | GS. TS. Kinh tế                                      | 05/2022 -                                          |                                                    |
| 3                                                                                  | Thượng Hải                                         | Thị trưởng Thượng Hải                              | Ứng Dũng                                           | 11/1957                                            | Hán/Nam                                            | Chiết Giang                                        | ThS. Luật học                                        | 01/2017 - 03/2020                                  |                                                    |
| 3                                                                                  | Thượng Hải                                         | Thị trưởng Thượng Hải                              | Cung Chính                                         | 03/1960                                            | Hán/Nam                                            | Giang Tô                                           | TS. Kinh tế                                          | 03/2020 -                                          |                                                    |
| 4                                                                                  | Trùng Khánh                                        | Thị trưởng Trùng Khánh                             | Đường Lương Trí                                    | 06/1960                                            | Hán/Nam                                            | Hồ Bắc                                             | TS. Kinh tế                                          | 01/2018 - 12/2021                                  |                                                    |
| 4                                                                                  | Trùng Khánh                                        | Thị trưởng Trùng Khánh                             | Hồ Hoành Hoa                                       | 06/1963                                            | Hán/Nam                                            | Hồ Nam                                             | ThS. Quản lý công thương                             | 12/2021 -                                          |                                                    |
| Phó Bí thư Khu ủy, Chủ tịch Chính phủ Nhân dân Khu tự trị                          |                                                    |                                                    |                                                    |                                                    |                                                    |                                                    |                                                      |                                                    |                                                    |
| 1                                                                                  | Ninh Hạ                                            | Chủ tịch Ninh Hạ                                   | Hàm Huy                                            | 03/1958                                            | Hồi/Nữ                                             | Cam Túc                                            | TS. Hành chính                                       | 09/2016 - 05/2022                                  |                                                    |
| 1                                                                                  | Ninh Hạ                                            | Chủ tịch Ninh Hạ                                   | Trương Vũ Phố                                      | 08/1962                                            | Hồi/Nam                                            | Sơn Đông                                           | GS. TS. Quản trị học                                 | 09/2016 -                                          |                                                    |
| 2                                                                                  | Nội Mông                                           | Chủ tịch Nội Mông Cổ                               | Bố Tiểu Lâm                                        | 08/1958                                            | Mông Cổ/Nữ                                         | Nội Mông                                           | TS. Luật học                                         | 06/2016 - 08/2021                                  |                                                    |
| 2                                                                                  | Nội Mông                                           | Chủ tịch Nội Mông Cổ                               | Vương Lị Hà                                        | 06/1964                                            | Mông Cổ/Nữ                                         | Liêu Ninh                                          | GS. TS. Kinh tế                                      | 08/2021 -                                          |                                                    |
| 3                                                                                  | Quảng Tây                                          | Chủ tịch Quảng Tây                                 | Trần Vũ                                            | 11/1954                                            | Tráng/Nam                                          | Quảng Tây                                          | ThS. Triết học                                       | 04/2013 - 10/2020                                  |                                                    |
| 3                                                                                  | Quảng Tây                                          | Chủ tịch Quảng Tây                                 | Lam Thiên Lập                                      | 10/1962                                            | Tráng/Nam                                          | Quảng Tây                                          | TS. Khoa học quản trị                                | 10/2020 -                                          |                                                    |
| 4                                                                                  | Tân Cương                                          | Chủ tịch Tân Cương                                 | Shohrat Zakir                                      | 08/1953                                            | Uyghur/Nam                                         | Tân Cương                                          | ThS. Kinh tế                                         | 01/2015 - 09/2021                                  |                                                    |
| 4                                                                                  | Tân Cương                                          | Chủ tịch Tân Cương                                 | Erkin Tuniyaz                                      | 12/1961 -                                          | Uyghur/Nam                                         | Tân Cương                                          | ThS. Kinh tế                                         | 09/2021 -                                          |                                                    |
| 5                                                                                  | Tây Tạng                                           | Chủ tịch Tây Tạng                                  | Che Dalha                                          | 08/1958                                            | Tạng/Nam                                           | Vân Nam                                            | ThS. Kinh tế                                         | 01/2017 - 10/2021                                  |                                                    |
| 5                                                                                  | Tây Tạng                                           | Chủ tịch Tây Tạng                                  | Nghiêm Kim Hải                                     | 03/1962                                            | Tạng/Nam                                           | Thanh Hải                                          | CN. Ngôn ngữ và Văn học                              | 10/2021 -                                          |                                                    |
| Trưởng quan Hành chính Khu hành chính đặc biệt                                     |                                                    |                                                    |                                                    |                                                    |                                                    |                                                    |                                                      |                                                    |                                                    |
| 1                                                                                  | Hồng Kông                                          | Đặc khu trưởng Hồng Kông                           | Lâm Trịnh Nguyệt Nga                               | 05/1957                                            | Hán/Nữ                                             | Hồng Kông                                          | ThS. Khoa học                                        | 07/2017 - 07/2022                                  |                                                    |
| 1                                                                                  | Hồng Kông                                          | Đặc khu trưởng Hồng Kông                           | Lý Gia Siêu                                        | 12/1957                                            | Hán/Nam                                            | Hồng Kông                                          | ThS. Hành chính công                                 | 07/2022 -                                          |                                                    |
| 2                                                                                  | Ma Cao                                             | Đặc khu trưởng Ma Cao                              | Thôi Thế An                                        | 01/1957                                            | Hán/Nam                                            | Ma Cao                                             | TS. Công cộng                                        | 2009 - 2019                                        |                                                    |
| 2                                                                                  | Ma Cao                                             | Đặc khu trưởng Ma Cao                              | Hạ Nhất Thành                                      | 06/1957                                            | Hán/Nam                                            | Ma Cao                                             | ThS. Kỹ thuật                                        | 12/2019 -                                          |                                                    |

Một số Thị trưởng Trực hạt thị, Đặc khu trưởng
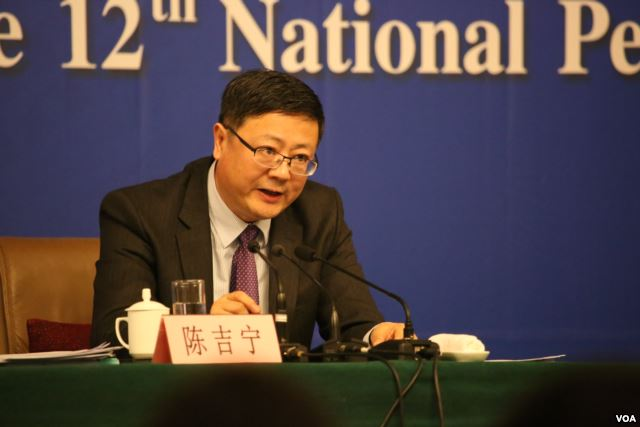
Trần Cát Ninh, Thị trưởng Bắc Kinh
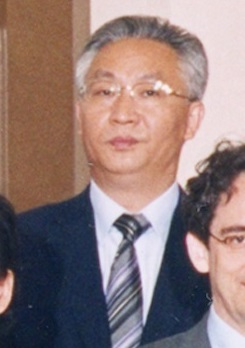
Trương Quốc Thanh, Thị trưởng Thiên Tân
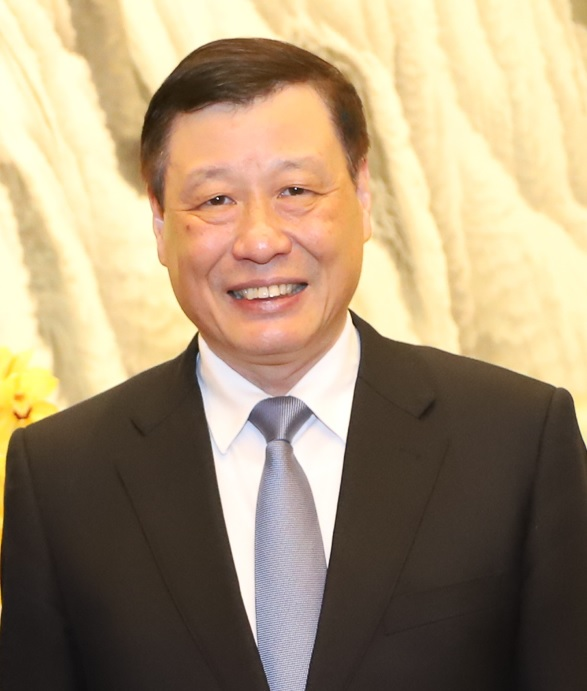
Ứng Dũng, Thị trưởng Thượng Hải
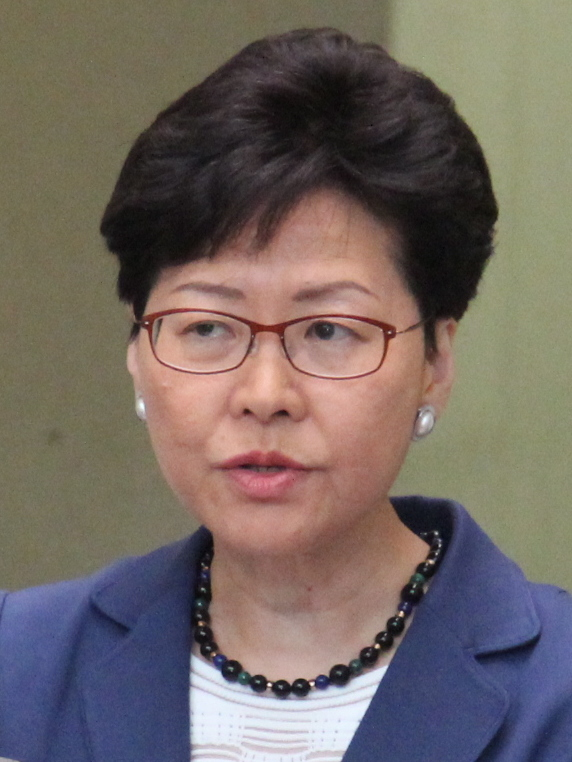
Lâm Trịnh Nguyệt Nga, Đặc khu trưởng Hồng Kông
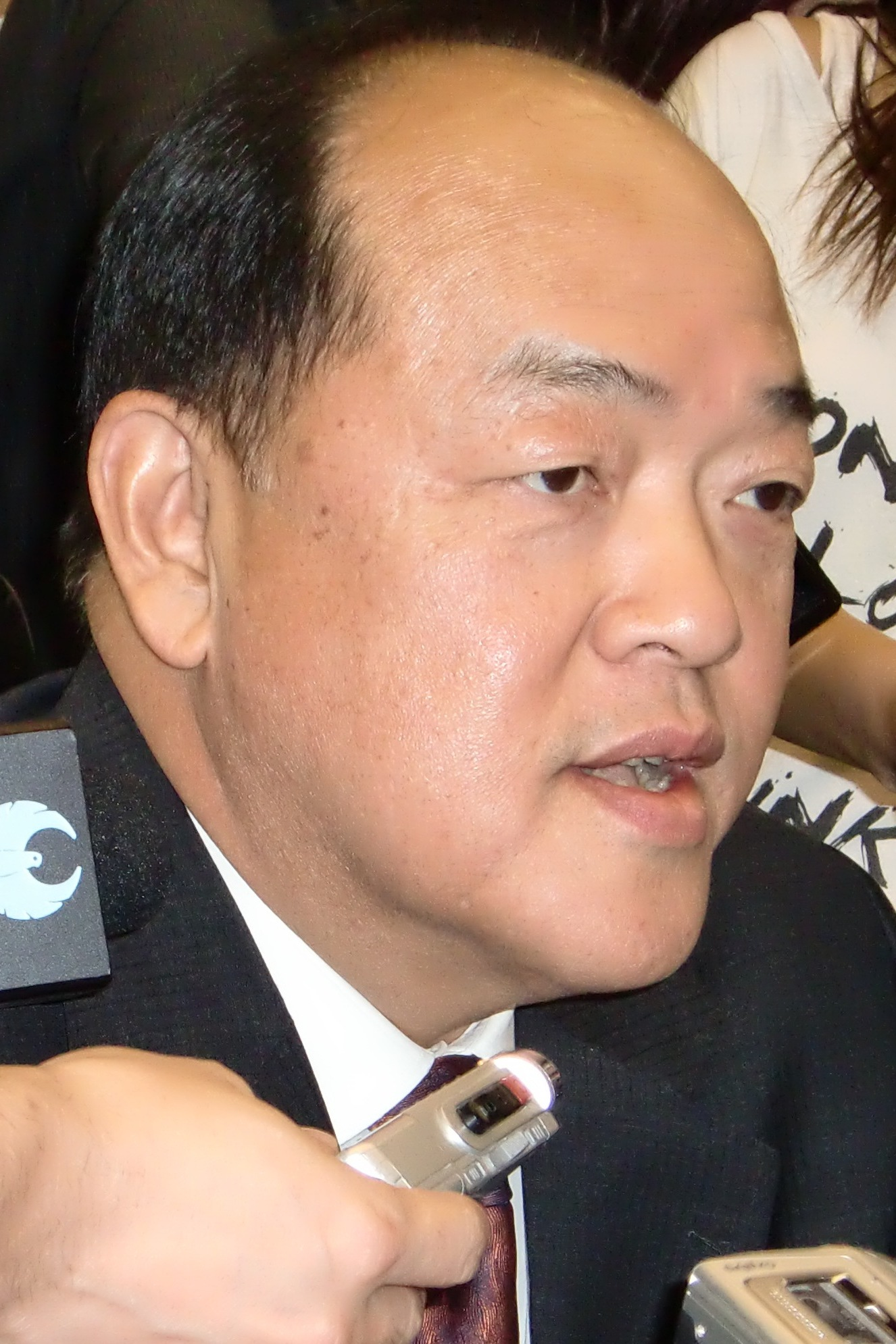
Hạ Nhất Thành, Đặc khu trưởng Ma Cao

Một số Tỉnh trưởng, Chủ tịch Khu tự trị
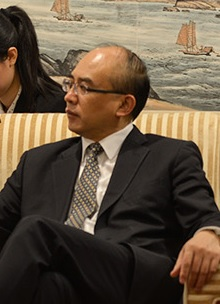
Hứa Cần, Tỉnh trưởng Hà Bắc
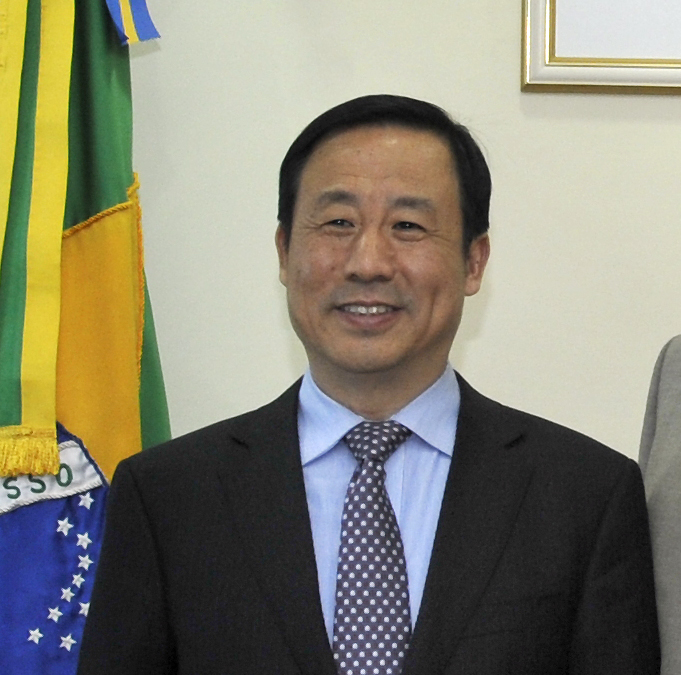
Hứa Đạt Triết, Tỉnh trưởng Hồ Nam
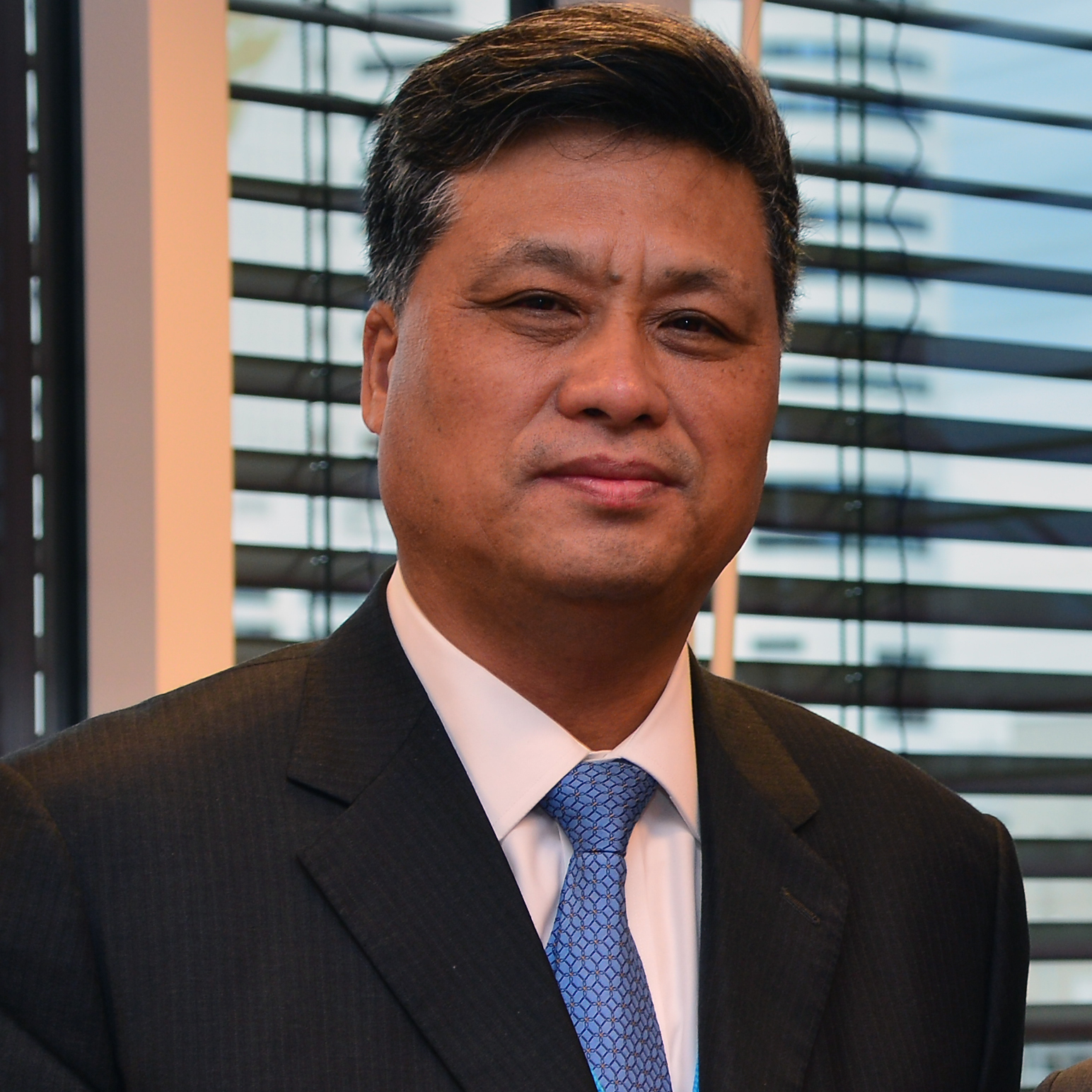
Nhà khoa học Mã Hưng Thụy, Tỉnh trưởng Quảng Đông
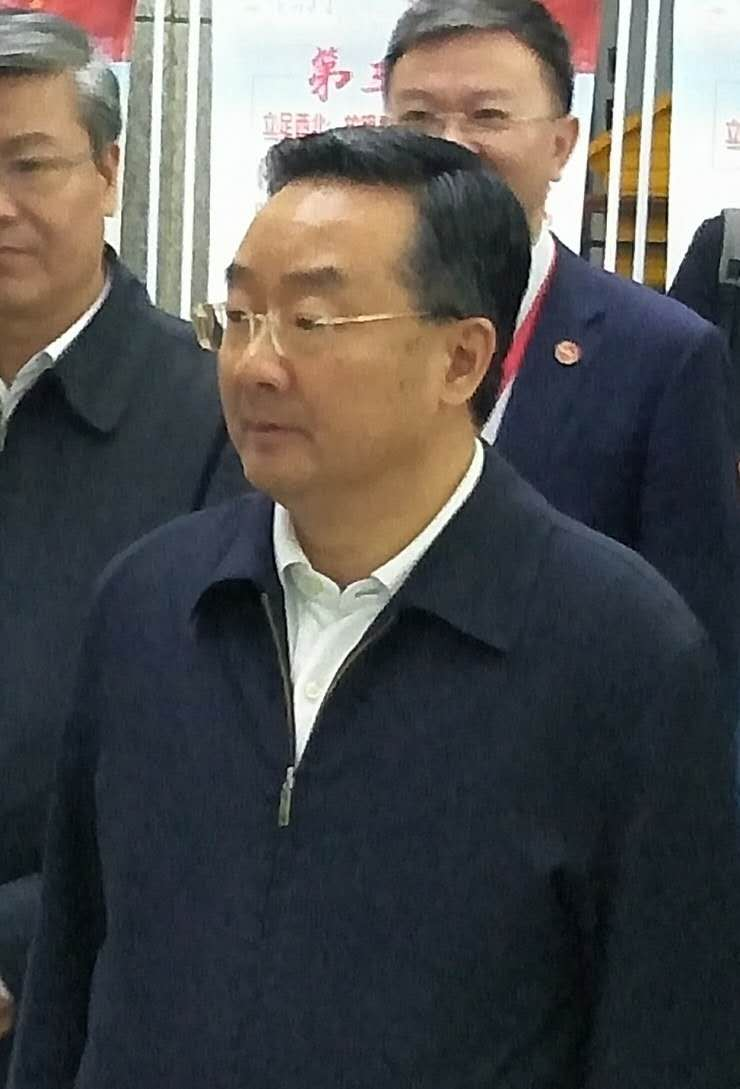
Đường Nhân Kiện, Tỉnh trưởng Cam Túc
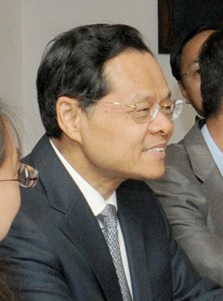
Trần Vũ, Chủ tịch Quảng Tây